# Corymorpha antarctica
Corymorpha antarctica är en nässeldjursart som beskrevs av Pfeffer 1889. Corymorpha antarctica ingår i släktet Corymorpha och familjen Corymorphidae. Inga underarter finns listade i Catalogue of Life.